# Alloherpesviridae
Gli Alloherpesviridae sono una famiglia di virus a dsDNA facente parte dell'ordine Herpesvirales, del regno Heunggongvirae.

## Morfologia
I virioni sono di forma sferica, dotati di involucro all'interno del quale vi sono due strati di tegumento (tegumento esterno e tegumento interno) che racchiudono il capside. Il virione ha un raggio che va da 120 a 200 nm ed è dotato di proteine di superficie sporgenti. Il tegumento non presenta una struttura riconoscibile, è formato da proteine disposte spesso in maniera asimmetrica. Il capside, formato da 162 capsomeri, ha un diametro di 100-110 nm e simmetria icosaedrica.

## Genoma
Il genoma è costituito da una singola molecola di DNA a doppio filamento lunga 120-220 kbp, ancorata alle pareti interne del capside. Il contenuto guanina+citosina è variabile a seconda della specie dal 35% al 75%.

## Replicazione
Il virus si replica nelle cellule dei vertebrati. Ogni specie virale infetta un singolo ospite. Il virus sfrutta recettori superficiali della cellula ospite liberare nel citoplasma il capside e le proteine del tegumento. Attraverso i pori nucleari, il capside viene trasportato nel nucleo, dove viene liberato il DNA. I primi geni trascritti servono a promuovere la trascrizione di ulteriori geni virali da parte della RNA polimerasi II dell'ospite. Le proteine così prodotte vengono riportate nel nucleo e servono per la replicazione del DNA. Dopo la sintesi di numerose copie del genoma virale, vengono trascritti i geni tardivi, che codificano per le proteine strutturali e per altre. Anche queste proteine vengono riportate nel nucleo, dove le particelle virali vengono assemblate. I virioni così formati attraversano la membrana nucleare, modificata da alcune glicoproteine virali, l'apparato di Golgi e la membrana cellulare.
In alcuni casi il genoma virale si può integrare in quello dell'ospite e rimanere latente replicandosi come episoma insieme al DNA cellulare.

## Tassonomia
La famiglia virale è divisa in quattro generi e 13 specie riconosciute:
- Genere Batrachovirus
  - Ranid herpesvirus 1
  - Ranid herpesvirus 2
  - Ranid herpesvirus 3
- Genere Cyprinivirus
  - Anguillid herpesvirus 1
  - Cyprinid herpesvirus 1
  - Cyprinid herpesvirus 2
  - Cyprinid herpesvirus 3
- Genere Ictalurivirus
  - Acipenserid herpesvirus 2
  - Ictalurid herpesvirus 1
  - Ictalurid herpesvirus 2
- Genere Salmonivirus
  - Salmonid herpesvirus 1
  - Salmonid herpesvirus 2
  - Salmonid herpesvirus 3